# 高干 (北魏)
高幹（5世纪？—532年），字干奴，渤海蓨人，北魏官员。
高干是高泰曾孙，高湖弟弟高恒的孙子，高道的儿子。一说本姓徐，为姑父高氏所养，因从其姓。
高干好学，宽厚有雅量。袭爵泾县侯，后例降为泾县伯。历任南青州征虏府司马、威远将军、鄯善镇远府长史。转任汾州后军府长史、白水郡太守。在任以廉平著称。太昌初年，去世。赠使持节、都督秦雍二州诸军事、车骑大将军、司空公、雍州刺史，谥孝穆。

## 子孙
- 子：高侃，字伯欣，袭爵。除南秦州长史。去世后赠辅国将军、凉州刺史，谥宣。
  - 孙：高绍，字广祖，袭爵。兴和初年，征虏将军、沧州刺史。
- 子：高腾，字伏兴。官至安东将军、光州刺史、襄城县开国公。
  - 孙：高陟，字祖迁。司空中郎、太尉主簿。
  - 孙：高憬，通直郎。憬弟翙，袭父爵。
- 子：高隆之，武定末，太保、尚书令、平原郡开国公。